# Biathlon-Weltmeisterschaften 1995
Die 30. Biathlon-Weltmeisterschaften fanden 1995 in Antholz statt.
1994 hatte es wegen der Olympischen Winterspiele in Lillehammer nur die Weltmeisterschaften im nichtolympischen Mannschaftswettkampf gegeben, der wie schon im letzten Jahr im Vergleich zu den Anfangsjahren nur noch über die für Frauen und Männer jeweils halbierte Streckenlänge zu laufen war.

## Männer

### 10 km Sprint
| Platz | Land         | Sportler              | Zeit [min] | Schießen |
| ----- | ------------ | --------------------- | ---------- | -------- |
| 01    | Frankreich   | Patrice Bailly-Salins | 29:23,8    | 1 (0+1)  |
| 02    | Russland     | Pawel Muslimow        | 29:25,7    | 0 (0+0)  |
| 03    | Deutschland  | Ricco Groß            | 29:29,0    | 0 (0+0)  |
| 04    | Norwegen     | Ole Einar Bjørndalen  | 29:31,1    | 1 (0+1)  |
| 05    | Italien      | Patrick Favre         | 29:41,7    | 1 (0+1)  |
| 06    | Belarus 1991 | Aljaksandr Papou      | 29:54,9    | 1 (1+0)  |
| 07    | Frankreich   | Hervé Flandin         | 29:57,2    | 1 (0+1)  |
| 07    | Deutschland  | Frank Luck            | 29:57,2    | 0 (0+0)  |
| 09    | Italien      | Pieralberto Carrara   | 30:00,8    | 3 (1+2)  |
| 10    | Norwegen     | Frode Andresen        | 30:03,0    | 3 (0+3)  |
| …     |              |                       |            |          |

Datum: 18. Februar 1995

### 20 km Einzel
| Platz | Land         | Sportler              | Zeit [h]  | Schießen    |
| ----- | ------------ | --------------------- | --------- | ----------- |
| 01    | Polen        | Tomasz Sikora         | 1:01:36,0 | 0 (0+0+0+0) |
| 02    | Norwegen     | Jon Åge Tyldum        | 1:02:10,6 | 0 (0+0+0+0) |
| 03    | Belarus 1991 | Aleh Ryschankou       | 1:02:16,4 | 2 (1+0+0+1) |
| 04    | Ukraine      | Roman Swonkow         | 1:02:16,9 | 0 (0+0+0+0) |
| 05    | Russland     | Wladimir Dratschow    | 1:02:35,4 | 3 (1+0+0+2) |
| 06    | Norwegen     | Kjell Ove Oftedal     | 1:03:15,6 | 1 (0+1+0+0) |
| 07    | Frankreich   | Patrice Bailly-Salins | 1:03:21,3 | 1 (0+0+0+1) |
| 08    | Russland     | Eduard Rjabow         | 1:03:30,0 | 1 (0+0+0+1) |
| 09    | Norwegen     | Sylfest Glimsdal      | 1:03:30,6 | 3 (1+0+1+1) |
| 10    | Frankreich   | Franck Perrot         | 1:03:33,7 | 1 (0+0+0+1) |
| …     |              |                       |           |             |

Datum: 16. Februar 1995

### 4 × 7,5 km Staffel
| Platz | Land/Sportler                                                                                  | Zeit [h]   | Schießen        |
| ----- | ---------------------------------------------------------------------------------------------- | ---------- | --------------- |
| 01    | Deutschland 0000Ricco Groß 0000Mark Kirchner 0000Frank Luck 0000Sven Fischer                   | 1:23:29,05 | 0+0             |
| 02    | Frankreich 0000Lionel Laurent 0000Patrice Bailly-Salins 0000Thierry Dusserre 0000Hervé Flandin | 1:23:41,9  | 0+0             |
| 03    | Belarus 0000Igor Chochrjakow 0000Aljaksandr Papou 0000Aleh Ryschankou 0000Wadsim Saschuryn     | 1:24:06,0  | 0+0             |
| 04    | Italien 0000Hubert Leitgeb 0000Wilfried Pallhuber 0000Patrick Favre 0000Pieralberto Carrara    | 1:24:34,5  | 1+1 0+0         |
| 05    | Norwegen 0000Ole Einar Bjørndalen 0000Jon Åge Tyldum 0000Frode Andresen 0000Kjell Ove Oftedal  | 1:24:41,0  | 0+1 0+0 0+1 0+0 |
| 06    | Schweden 0000Ulf Johansson 0000Mikael Löfgren 0000Jonas Eriksson 0000Fredrik Kuoppa            | 1:25:18,5  | 1+0 0+0         |
| 07    | Polen 0000Wiesław Ziemianin 0000Jan Ziemianin 0000Tomasz Sikora 0000Jan Wojtas                 | 1:25:42,5  | 0+0             |
| 08    | Russland 0000Alexei Kobelew 0000Pawel Muslimow 0000Eduard Rjabow 0000Wladimir Dratschow        | 1:25:53,5  | 0+0             |
| 09    | Österreich 0000Hannes Obererlacher 0000Wolfgang Perner 0000Reinhard Neuner 0000Ludwig Gredler  | 1:25:53,6  | 0+1 0+0 0+1 0+0 |
| 10    | Finnland 0000Ville Räikkönen 0000Erkki Latvala 0000Harri Eloranta 0000Vesa Hietalahti          | 1:26:05,2  | 0+0             |
| …     |                                                                                                |            |                 |

Datum: 19. Februar 1995

### Mannschaft
| Platz | Land/Sportler                                                                                 | Zeit [min] | Schießen  |
| ----- | --------------------------------------------------------------------------------------------- | ---------- | --------- |
| 01    | Norwegen 0000Frode Andresen 0000Dag Bjørndalen 0000Halvard Hanevold 0000Jon Åge Tyldum        | 30:17,7    | 0         |
| 02    | Tschechien 0000Petr Garabík 0000Roman Dostál 0000Jiří Holubec 0000Ivan Masařík                | 30:57,8    | 3 1 0 2 0 |
| 03    | Frankreich 0000Thierry Dusserre 0000Franck Perrot 0000Lionel Laurent 0000Stéphane Bouthiaux   | 31:07,4    | 3 0 3 0   |
| 04    | Russland 0000Wladimir Dratschow 0000Alexei Kobelew 0000Wiktor Maigurow 0000Eduard Rjabow      | 31:35,8    | 5 0 2     |
| 05    | Ukraine 0000Roman Swonkow 0000Oleksandr Lyssenko 0000Walentyn Dschyma 0000Taras Dolnyj        | 31:43,4    | 2 1 0     |
| 06    | Japan 0000Atsushi Kazama 0000Kazumasa Takeda 0000Kyōji Suga 0000Misao Kodate                  | 31:47,6    | 5 2 1     |
| 07    | Lettland 0000Oļegs Maļuhins 0000Jēkabs Nākums 0000Ilmārs Bricis 0000Gundars Upenieks          | 31:51,3    | 4 0 2     |
| 08    | Belarus 0000Aljaksandr Papou 0000Igor Chochrjakow 0000Wadsim Saschuryn 0000Oleksij Ajdarow    | 31:51,4    | 4 1 0 3   |
| 09    | Schweden 0000Ulf Johansson 0000Mikael Löfgren 0000Fredrik Kuoppa 0000Jonas Eriksson           | 32:02,6    | 1 0 1 0   |
| 10    | Italien 0000Johann Passler 0000Andreas Zingerle 0000René Cattarinussi 0000Pieralberto Carrara | 32:19,2    | 6 2 0 1 3 |
| …     |                                                                                               |            |           |

Datum: 14. Februar 1995

## Frauen

### 7,5 km Sprint
| Platz | Land             | Sportlerin              | Zeit [min] | Schießen |
| ----- | ---------------- | ----------------------- | ---------- | -------- |
| 01    | Frankreich       | Anne Briand             | 24:00,6    | 1 (1+0)  |
| 02    | Deutschland      | Uschi Disl              | 24:05,9    | 0 (0+0)  |
| 03    | Frankreich       | Corinne Niogret         | 24:07,0    | 2 (0+2)  |
| 04    | Slowakei         | Soňa Mihoková           | 24:22,5    | 2 (1+1)  |
| 05    | Frankreich       | Emmanuelle Claret       | 24:28,1    | 1 (0+1)  |
| 06    | Slowenien        | Andreja Grasic-Koblar   | 24:37,7    | 2 (0+2)  |
| 07    | Italien          | Nathalie Santer         | 24:37,5    | 2 (0+2)  |
| 08    | Belarus 1991     | Natallja Permjakawa     | 24:39,7    | 1 (1+0)  |
| 09    | Tschechoslowakei | Eva Háková              | 24:40,7    | 1 (0+1)  |
| 10    | Frankreich       | Florence Baverel-Robert | 24:42,0    | 2 (1+1)  |
| …     |                  |                         |            |          |

Datum: 18. Februar 1995

### 15 km Einzel
| Platz | Land                | Sportlerin              | Zeit [min] | Schießen    |
| ----- | ------------------- | ----------------------- | ---------- | ----------- |
| 01    | Frankreich          | Corinne Niogret         | 51:16,3    | 1 (1+0+0+0) |
| 02    | Deutschland         | Uschi Disl              | 51:28,7    | 1 (0+1+0+0) |
| 03    | Bulgarien           | Ekaterina Dafowska      | 52:10,6    | 0 (0+0+0+0) |
| 04    | Belarus 1991        | Swjatlana Paramyhina    | 52:40,0    | 1 (0+1+0+0) |
| 05    | Ukraine             | Walentyna Zerbe-Nessina | 52:53,3    | 1 (0+0+0+1) |
| 06    | Frankreich          | Anne Briand             | 53:03,6    | 3 (0+1+1+1) |
| 07    | Schweden            | Magdalena Forsberg      | 53:07,7    | 0 (0+0+0+0) |
| 08    | China Volksrepublik | Song Aiqin              | 53:31,9    | 1 (0+0+1+0) |
| 09    | Bulgarien           | Nadeschda Alexiewa      | 53:35,8    | 1 (0+0+0+1) |
| 10    | Slowakei            | Martina Halinárová      | 54:03,7    | 1 (0+0+0+1) |
| …     |                     |                         |            |             |

Datum: 16. Februar 1995

### 4 × 7,5 km Staffel
| Platz | Land/Sportlerinnen                                                                                     | Zeit [h]  | Schießen            |
| ----- | --- | --------- | ------------------- |
| 01    | Deutschland 0000Uschi Disl 0000Antje Harvey 0000Simone Greiner-Petter-Memm 0000Petra Behle             | 1:37:05,0 | 0+0                 |
| 02    | Frankreich 0000Corinne Niogret 0000Véronique Claudel 0000Florence Baverel 0000Anne Briand              | 1:37:38,4 | 0+0                 |
| 03    | Norwegen 0000Ann-Elen Skjelbreid 0000Hildegunn Fossen 0000Annette Sikveland 0000Gunn Margit Andreassen | 1:37:39,3 | 0+2 0+1 0+0 0+1 0+0 |
| 04    | Slowakei 0000Martina Halinárová 0000Erika Lehotska 0000Anna Murínová 0000Soňa Mihoková                 | 1:39:55,1 | 0+0                 |
| 05    | Ukraine 0000Tetjana Wodopjanowa 0000Nina Lemesch 0000Olena Petrowa 0000Walentyna Zerbe-Nessina         | 1:40:28,3 | 0+0                 |
| 06    | Russland 0000Swetlana Panjutina 0000Nadeschda Talanowa 0000Swetlana Petschorskaja 0000Anfissa Reszowa  | 1:40:35,9 | 1+1 1+0 0+0 0+1     |
| 07    | Bulgarien 0000Ekaterina Dafowska 0000Nadeschda Alexiewa 0000Radka Popowa 0000Iwa Karagiosowa           | 1:41:49,7 | 0+1 0+0 0+1 0+0     |
| 08    | USA 0000Kristina Sabasteanski 0000Stacey Wooley 0000Beth Coats 0000Ntala Skinner                       | 1:42:00,8 | 1+0 0+0             |
| 09    | Finnland 0000Katja Holanti 0000Mari Lampinen 0000Jaana Itäluoma Hietalahti 0000Tuija Vuoksiala         | 1:42:10,4 | 0+1 0+0             |
| 10    | Volksrepublik China 0000Song Aiqin 0000Liu Jinfeng 0000Sun Ribo 0000Wang Jinfen                        | 1:42:24,5 | 0+2 0+0 0+2 0+0     |
| …     | |           |                     |

Datum: 19. Februar 1995

### Mannschaft
| Platz | Land/Sportlerinnen                                                                                     | Zeit [min] | Schießen  |
| ----- | --- | ---------- | --------- |
| 01    | Norwegen 0000Elin Kristiansen 0000Annette Sikveland 0000Gunn Margit Andreassen 0000Ann-Elen Skjelbreid | 25:48,7    | 2 0 1 0   |
| 02    | Deutschland 0000Kathi Schwaab 0000Simone Greiner-Petter-Memm 0000Uschi Disl 0000Petra Behle            | 26:38,4    | 3 1 0 1   |
| 03    | Frankreich 0000Emmanuelle Claret 0000Véronique Claudel 0000Anne Briand 0000Corinne Niogret             | 27:01,0    | 6 0 2     |
| 04    | Tschechien 0000Hana Dostalová 0000Petra Nosková 0000Eva Háková 0000Irena Česneková                     | 28:03,5    | 3 0 2 1 0 |
| 05    | Ukraine 0000Olena Petrowa 0000Nina Lemesch 0000Nadija Bjelowa 0000Walentyna Zerbe-Nessina              | 28:08,5    | 5 0 2 1   |
| 06    | Volksrepublik China 0000Wang Jinfen 0000Liu Jinfeng 0000Song Aiqin 0000Feng Quigan                     | 28:37,5    | 5 1 2     |
| 7     | Bulgarien 0000Radka Popowa 0000Nadeschda Alexiewa 0000Ekaterina Dafowska 0000Iwa Schkodrewa            | 28:49,2    | 6 2 1 2   |
| 7     | Schweden 0000Maria Schylander 0000Susanne Hjert 0000Magdalena Forsberg 0000Eva-Karin Westin            | 28:49,2    | 5 2 1 0 2 |
| 09    | Polen 0000Halina Guńka 0000Anna Stera-Kustusz 0000Halina Pitoń 0000Agata Suszka                        | 28:56,4    | 6 3 1 0 2 |
| 10    | Russland 0000Swetlana Petschorskaja 0000Galina Kuklewa 0000Irina Mileschina 0000Olga Melnik            | 28:56,9    | 5 0 2 1 2 |
| …     | |            |           |

Datum: 14. Februar 1995

## Medaillenspiegel
| Platz | Nation      | Gold | Silber | Bronze | Gesamt |
| ----- | ----------- | ---- | ------ | ------ | ------ |
| 1     | Frankreich  | 3    | 2      | 3      | 8      |
| 2     | Deutschland | 2    | 3      | 1      | 5      |
| 3     | Norwegen    | 2    | 1      | 1      | 4      |
| 4     | Polen       | 1    | 0      | 0      | 1      |
| 5     | Russland    | 0    | 1      | 0      | 1      |
| 5     | Tschechien  | 0    | 1      | 0      | 1      |
| 7     | Belarus     | 0    | 0      | 2      | 2      |
| 8     | Bulgarien   | 0    | 0      | 1      | 1      |

| Platz | Land         | Sportler              | Gold | Silber | Bronze | Gesamt |
| ----- | ------------ | --------------------- | ---- | ------ | ------ | ------ |
| #1    | Frankreich   | Patrice Bailly-Salins | 1    | 1      | 0      | 2      |
| #1    | Norwegen     | Jon Åge Tyldum        | 1    | 1      | 0      | 2      |
| #3    | Deutschland  | Ricco Groß            | 1    | 0      | 1      | 2      |
| #4    | Polen        | Tomasz Sikora         | 1    | 0      | 0      | 1      |
| #4    | Norwegen     | Frode Andresen        | 1    | 0      | 0      | 1      |
| #4    | Norwegen     | Dag Bjørndalen        | 1    | 0      | 0      | 1      |
| #4    | Norwegen     | Halvard Hanevold      | 1    | 0      | 0      | 1      |
| #4    | Deutschland  | Mark Kirchner         | 1    | 0      | 0      | 1      |
| #4    | Deutschland  | Frank Luck            | 1    | 0      | 0      | 1      |
| #4    | Deutschland  | Sven Fischer          | 1    | 0      | 0      | 1      |
| 11    | Frankreich   | Thierry Dusserre      | 0    | 1      | 1      | 2      |
| 11    | Frankreich   | Lionel Laurent        | 0    | 1      | 1      | 2      |
| 13    | Russland     | Pawel Muslimow        | 0    | 1      | 0      | 1      |
| 13    | Tschechien   | Petr Garabík          | 0    | 1      | 0      | 1      |
| 13    | Tschechien   | Roman Dostál          | 0    | 1      | 0      | 1      |
| 13    | Tschechien   | Jiří Holubec          | 0    | 1      | 0      | 1      |
| 13    | Tschechien   | Ivan Masařík          | 0    | 1      | 0      | 1      |
| 13    | Frankreich   | Hervé Flandin         | 0    | 1      | 0      | 1      |
| 19    | Belarus 1991 | Aleh Ryschankou       | 0    | 0      | 2      | 2      |
| 20    | Belarus 1991 | Igor Chochrjakow      | 0    | 0      | 1      | 1      |
| 20    | Belarus 1991 | Aljaksandr Papou      | 0    | 0      | 1      | 1      |
| 20    | Belarus 1991 | Wadsim Saschuryn      | 0    | 0      | 1      | 1      |
| 20    | Frankreich   | Franck Perrot         | 0    | 0      | 1      | 1      |
| 20    | Frankreich   | Stéphane Bouthiaux    | 0    | 0      | 1      | 1      |

| Platz | Land        | Sportlerin                 | Gold | Silber | Bronze | Gesamt |
| ----- | ----------- | -------------------------- | ---- | ------ | ------ | ------ |
| #1    | Deutschland | Uschi Disl                 | 1    | 3      | 0      | 4      |
| #2    | Frankreich  | Corinne Niogret            | 1    | 1      | 2      | 4      |
| #3    | Frankreich  | Anne Briand                | 1    | 1      | 1      | 3      |
| #4    | Deutschland | Simone Greiner-Petter-Memm | 1    | 1      | 0      | 2      |
| #4    | Deutschland | Petra Behle                | 1    | 1      | 0      | 2      |
| #6    | Norwegen    | Annette Sikveland          | 1    | 0      | 1      | 2      |
| #6    | Norwegen    | Gunn Margit Andreassen     | 1    | 0      | 1      | 2      |
| #6    | Norwegen    | Ann-Elen Skjelbreid        | 1    | 0      | 1      | 2      |
| #9    | Norwegen    | Elin Kristiansen           | 1    | 0      | 0      | 1      |
| #9    | Deutschland | Antje Harvey               | 1    | 0      | 0      | 1      |
| 11    | Frankreich  | Véronique Claudel          | 0    | 1      | 1      | 2      |
| 12    | Deutschland | Kathi Schwaab              | 0    | 1      | 0      | 1      |
| 12    | Frankreich  | Florence Baverel           | 0    | 1      | 0      | 1      |
| 14    | Bulgarien   | Ekaterina Dafowska         | 0    | 0      | 1      | 1      |
| 14    | Frankreich  | Emmanuelle Claret          | 0    | 0      | 1      | 1      |
| 14    | Norwegen    | Hildegunn Fossen           | 0    | 0      | 1      | 1      |